# Jörg Fritz

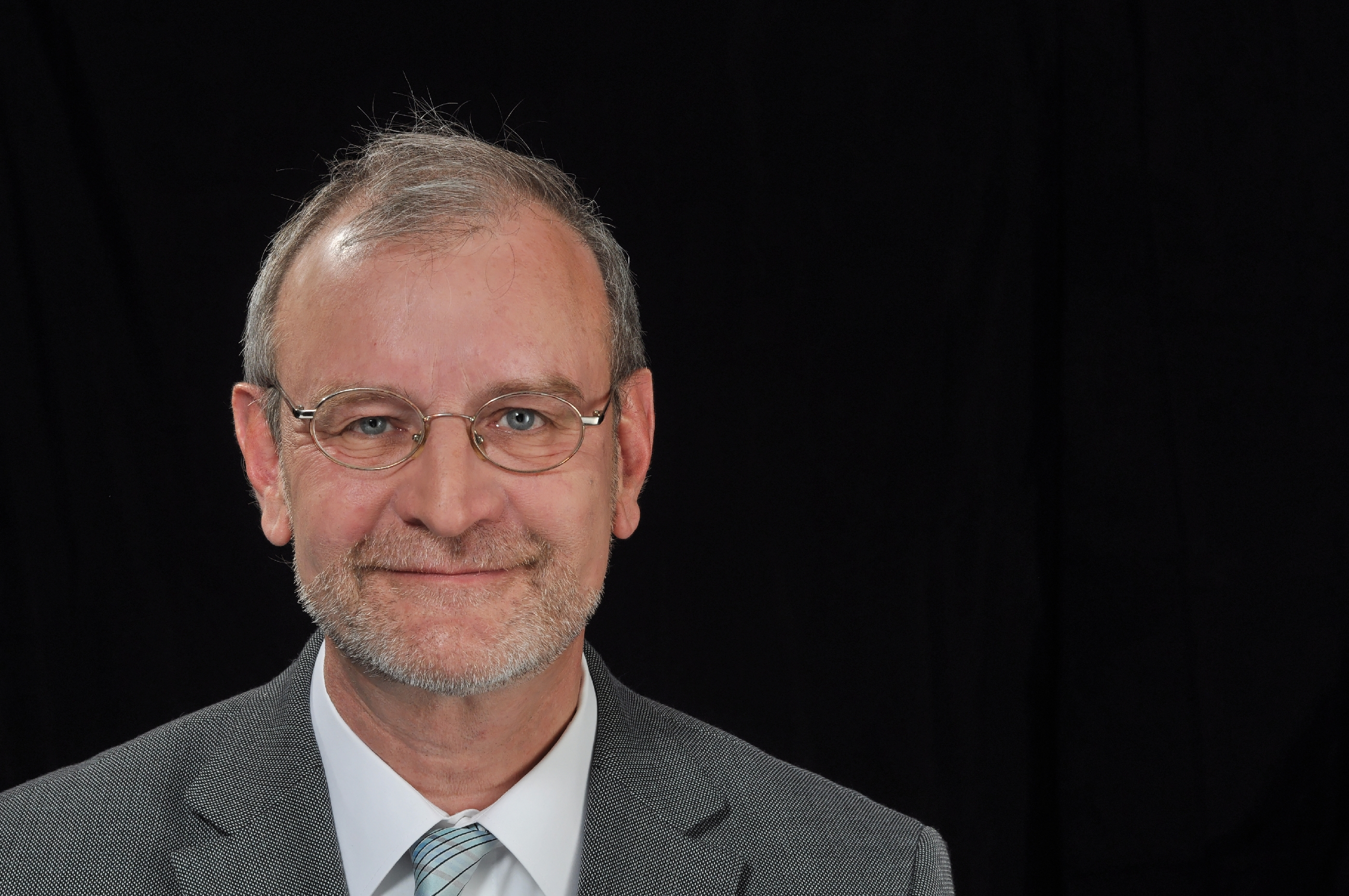
Jörg Fritz 2013

Jörg Matthias Fritz (* 25. Januar 1960 in Tiengen) ist ein deutscher  Politiker und ehemaliger Abgeordneter im Landtag von Baden-Württemberg für Bündnis 90/Die Grünen.

## Ausbildung und Beruf
Nach der Grundschule in Tiengen und Nürtingen machte Jörg Fritz sein Abitur am Max-Planck-Gymnasium in Nürtingen. Von 1981 bis 1982 absolvierte er seinen Zivildienst im Kreiskrankenhaus Nürtingen. Von 1982 bis 1987 studierte er Politische Wissenschaften, Zeitgeschichte und Germanistik an der Eberhard-Karls-Universität Tübingen, blieb aber ohne Abschluss. Von 1988 bis 1990 war Büroleiter bei der Bundestagsabgeordneten Uschi Eid. Von 1991 bis 2011 war er freiberuflicher Dozent in der Erwachsenenbildung.

## Politische Tätigkeit
Fritz gehört den Grünen seit ihrer Gründung 1979 an. Von 1980 bis 1984 war er Mitglied des Ortsverbands der Grünen in Nürtingen. Von 1984 bis 1989 hatte er ein Mandat im Gemeinderat von Nürtingen und im Kreistag des Landkreises Esslingen.
Bei der Landtagswahl 2011 wurde er im Wahlkreis Göppingen in den Landtag von Baden-Württemberg gewählt. Er war dort Mitglied im Ausschuss für Finanzen und Wirtschaft sowie im Ausschuss für Wissenschaft, Forschung und Kunst.
Zur Landtagswahl 2016 wurde Fritz von seiner Partei nicht mehr aufgestellt. Bei der Kampfabstimmung gegen Alexander Maier kam es zu einem Patt. Maier gewann per Losentscheid und konnte danach den Wahlkreis für die Grünen gewinnen.

## Familie und Privates
Jörg Matthias Fritz ist katholisch. Er lebt in Göppingen und hat zwei Kinder.